# Siem Reap

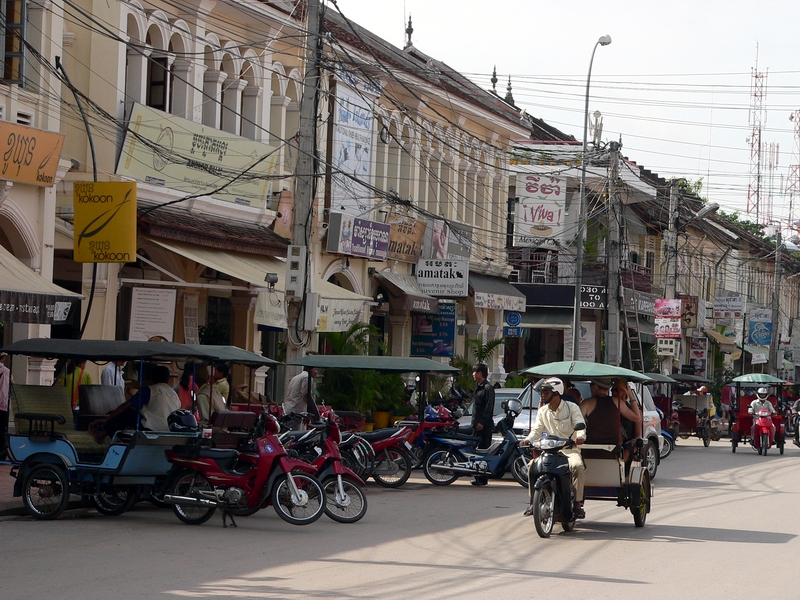
En gata i Siem Reap.

Siem Reap (även Siem Riep, Siem Reab eller Siemréab) är en stad i norra Kambodja, och är den administrativa huvudorten för provinsen Siem Reap. Den är Kambodjas näst största stad och hade 168 662 invånare vid folkräkningen 2008. Staden är mest känd för den närliggande ruinstaden Angkor som står för stadens främsta näring, nämligen turism. En flod med samma namn som staden rinner genom den för att sedan rinna ut i Tonlé Sapsjön.

## Bildgalleri

Siem Reap
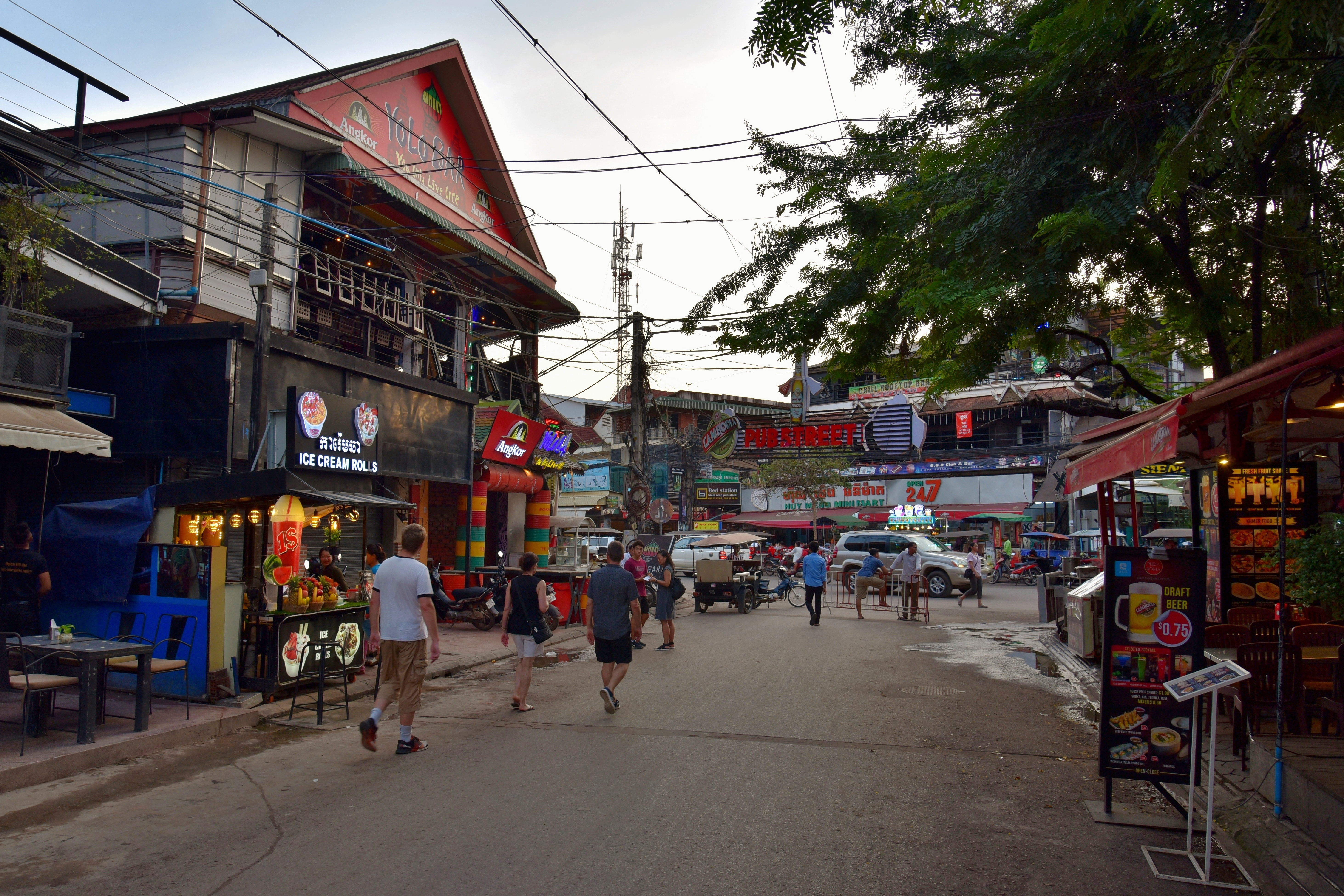
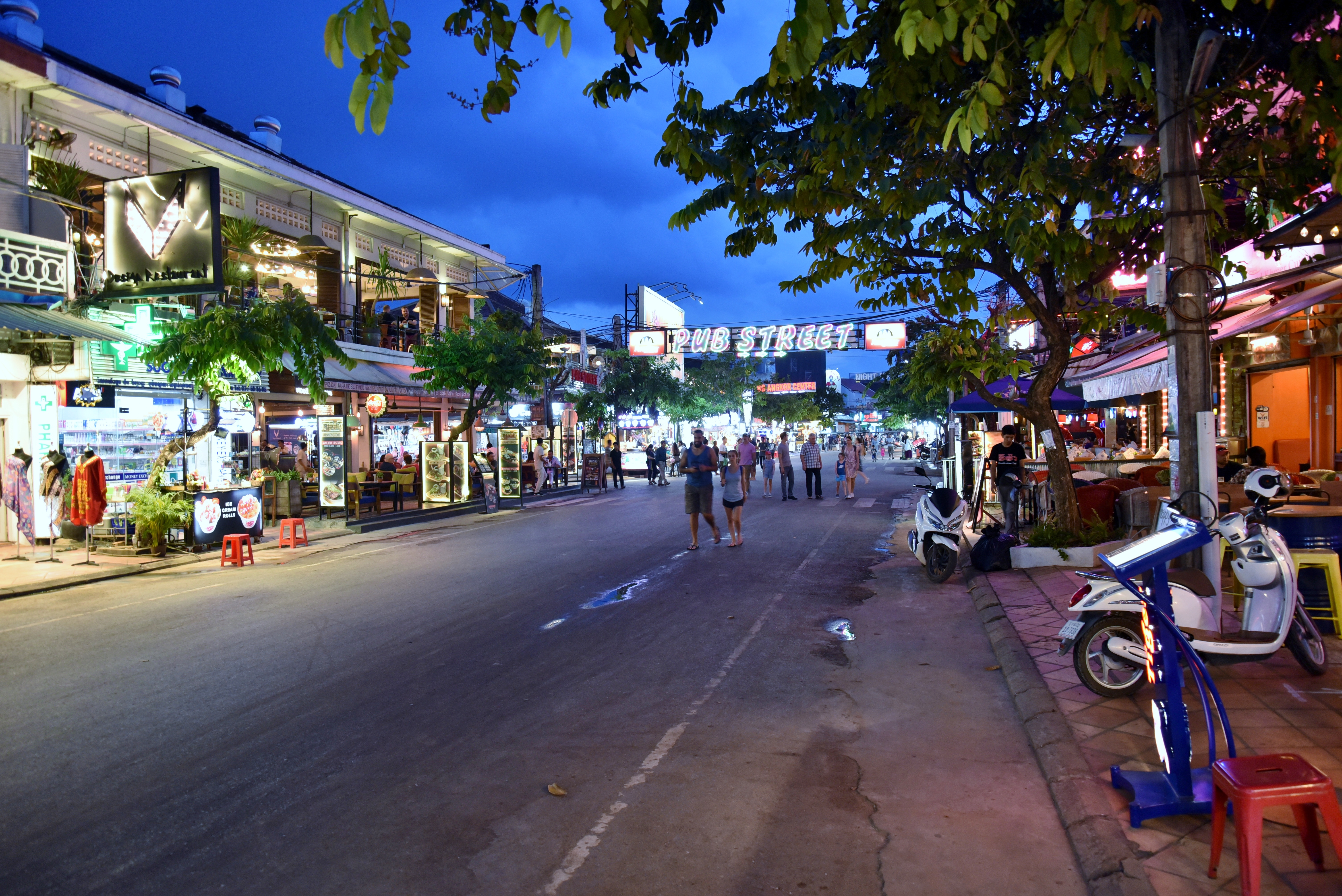
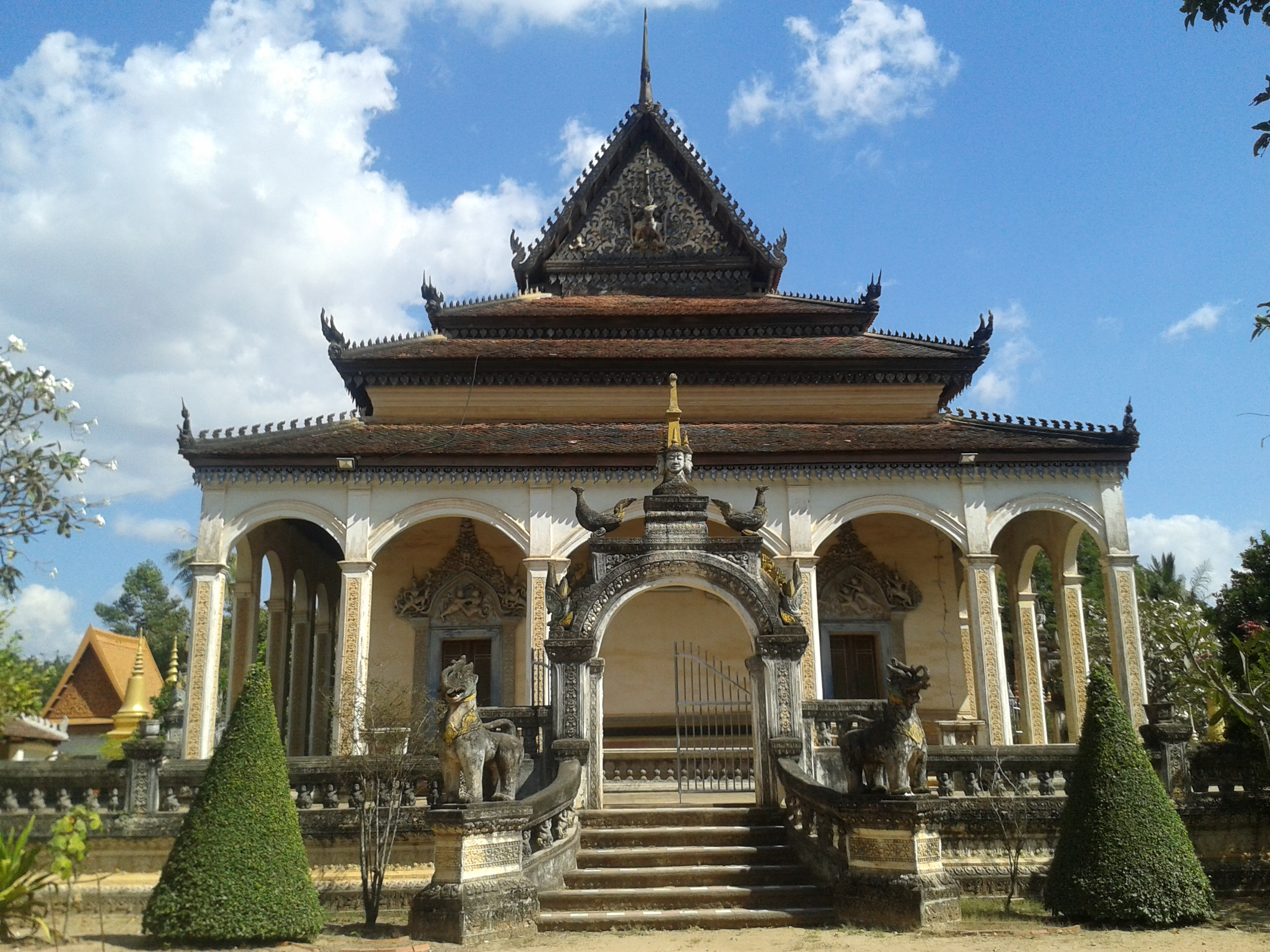
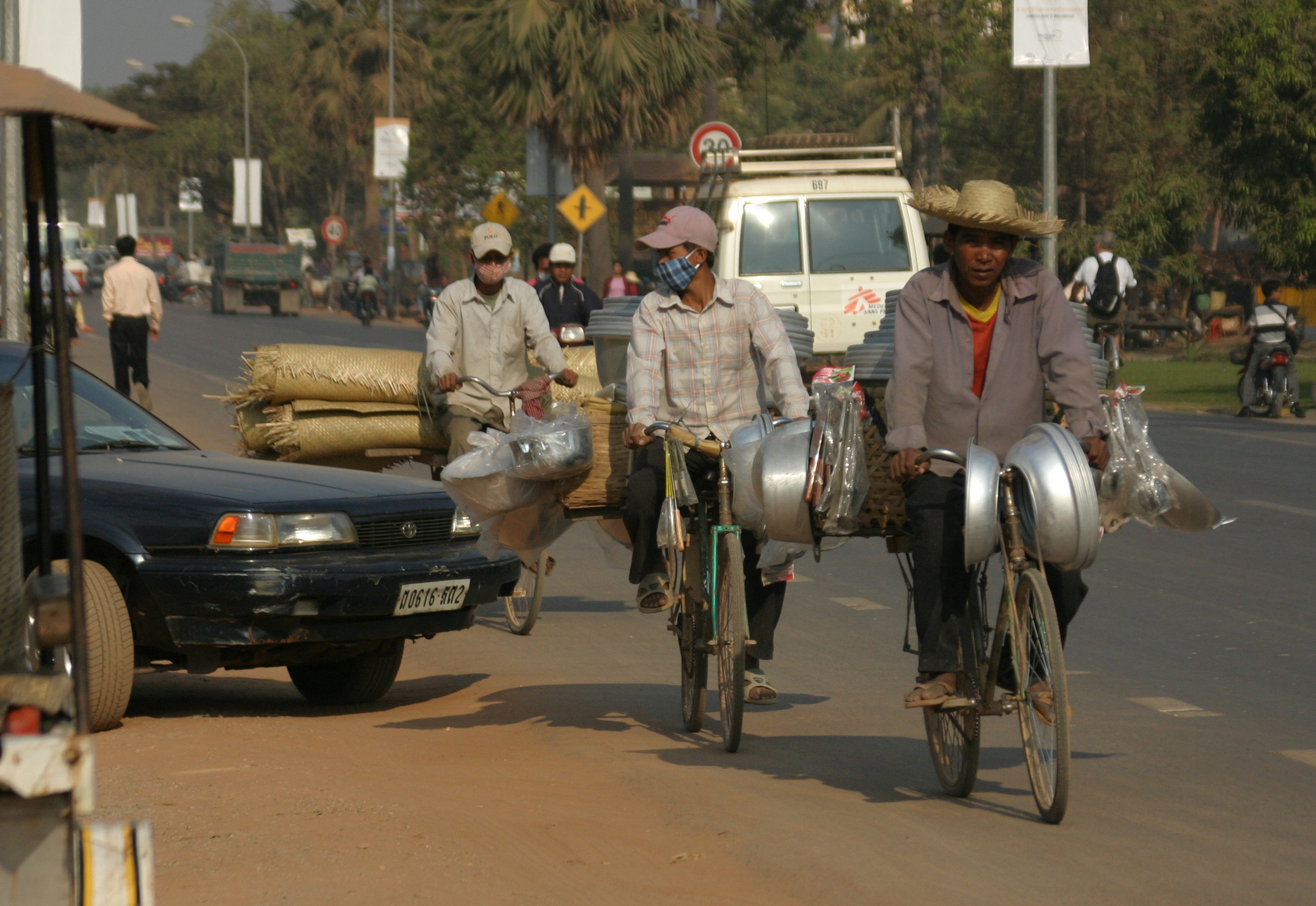
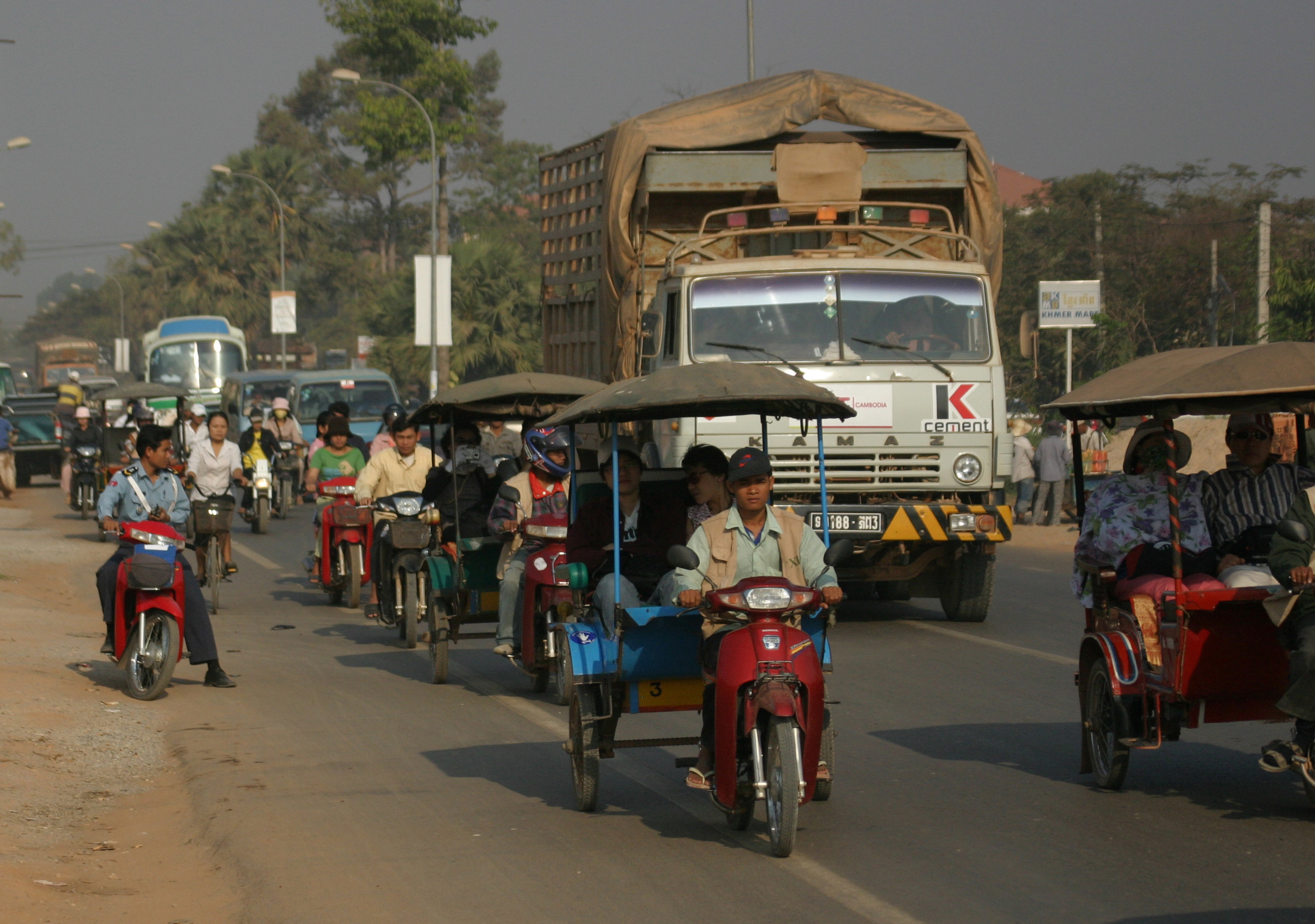
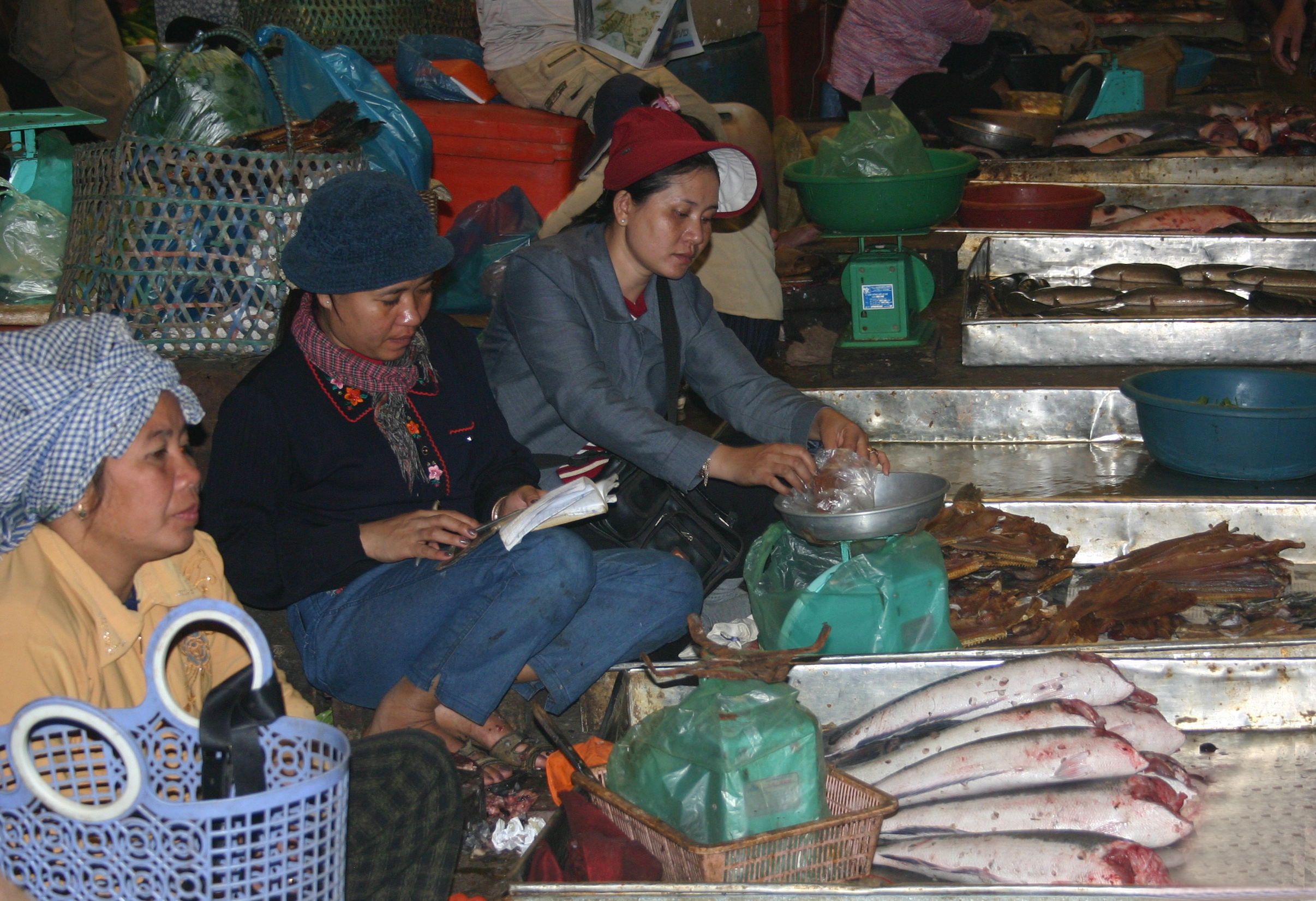
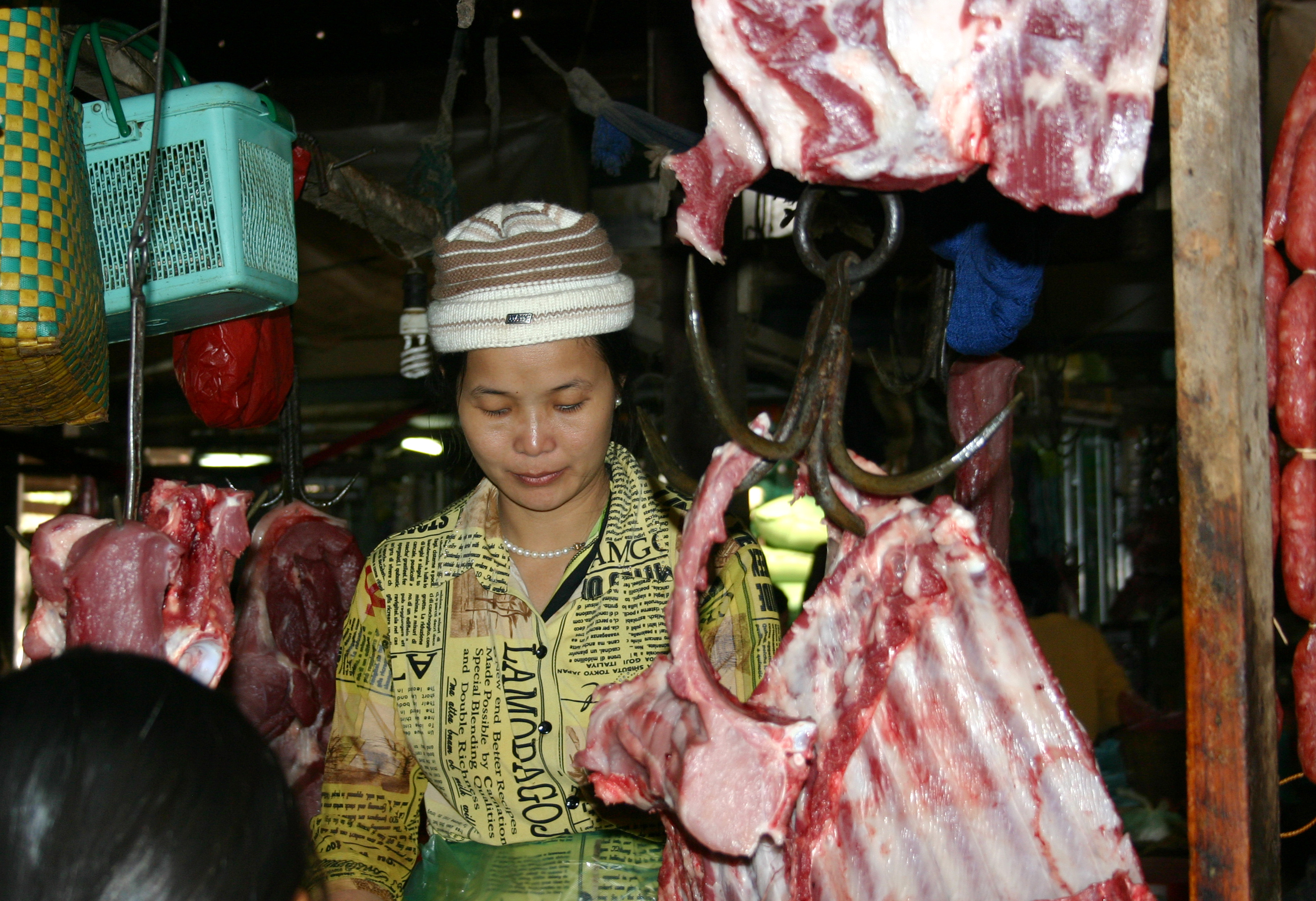
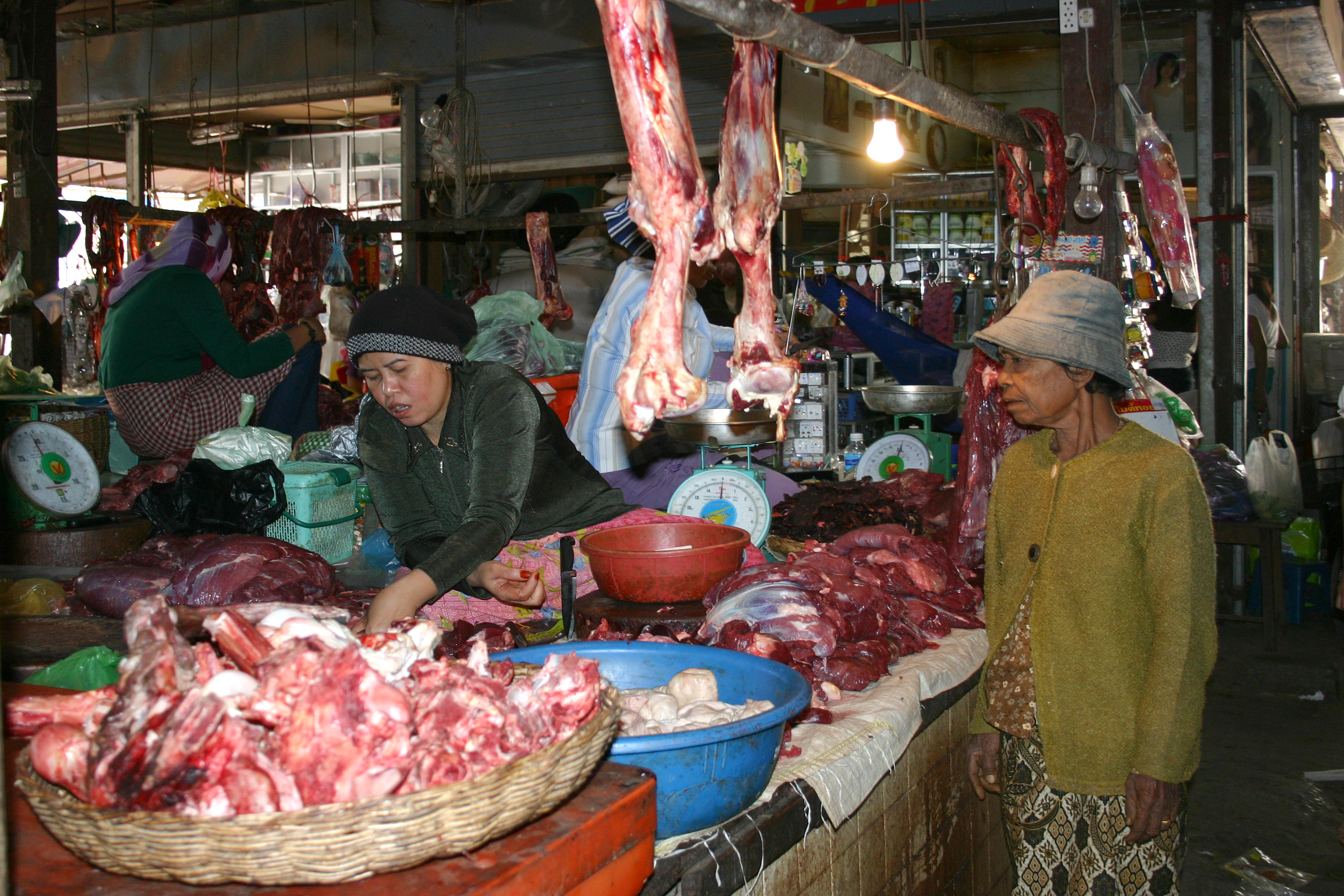